# Хаммурапі
Хаммурапі, англ. Hammurabi ([ˌxæmʊˈrɑːbi]; 𒄩𒄠𒈬𒊏𒁉; прибл. 1810-1750 рр. до н. е.), також пишеться Hammurapi — шостий цар Аморейської Старовавилонської імперії, правив з прибл. 1792 р. до н. е. до прибл. 1750 р. до н. е. Йому передував батько, Сін-мубалліт, який зрікся престолу за станом здоров'я. Під час свого правління він завоював міста-держави Ларса, Ешнунна і Марі. Він скинув Ішме-Дагана I, царя Ассирії, і змусив його сина Мут-Ашкура сплачувати данину, зібравши майже все Межиріччя під владу Вавилона.
Хаммурапі найбільш відомий тим, що видав Закони Хаммурапі, які, як він стверджував, він отримав від Шамаша, вавилонського бога правосуддя. На відміну від попередніх шумерських правових кодексів, таких як Кодекс Ур-Намму, який зосереджувався на відшкодуванні жертві злочину, Закони Хаммурапі були одним із перших правових кодексів, який приділяв більшу увагу фізичному покаранню злочинця. Він передбачав конкретні покарання за кожен злочин і був одним з перших кодексів, що встановлював презумпцію невинуватості. Кодекс мав на меті обмежити те, що скривдженій особі дозволено робити як відплату. Кодекс Хаммурапі і Мойсеїв Закон в Торі містять багато подібностей.
Багато вважали Хаммурапі богом ще за його життя. Після смерті Хаммурапі став шануватися як великий завойовник, який поширив цивілізацію і змусив усі народи вклонитися Мардуку, національному богу вавилонян. Пізніше його військові досягнення стали применшувати, а його роль як ідеального законодавця стала основним аспектом його спадщини. Для пізніших жителів Месопотамії правління Хаммурапі стало системою відліку для всіх подій, що відбувалися в далекому минулому. Навіть після розпаду створеної ним імперії його все ще шанували як зразкового правителя, і багато царів Близького Сходу вважали його предком. Хаммурапі був заново відкритий археологами наприкінці дев'ятнадцятого століття, і з тих пір він вважається важливою фігурою в історії права.

## Життя

### Походження і сходження на престол

Карта, що показує територію Вавилона після сходження Хаммурапі на престол в прибл. 1792 р. до н. е. і по його смерті в прибл. 1750 р. до н. е.

Хаммурапі зійшов на престол як цар невеликого царства в умовах складної геополітичної ситуації. Хаммурапі був царем аморейської першої династії міста-держави Вавилон і успадкував владу від свого батька, Сін-мубалліта, в прибл. 1792 р. до н. е. Вавилон був одним із багатьох міст-держав, переважно керованих аморейцями, які всіяли центральні та південні рівнини Месопотамії та вели війну один з одним за контроль над родючими сільськогосподарськими землями. Хоча багато культур співіснували в Месопотамії, вавилонська культура здобула певну популярність серед письменних класів на всьому Близькому Сході за часів Хаммурапі. Царі до Хаммурапі заснували відносно невелике місто-державу в 1894 році до нашої ери, яке контролювало невелику територію за межами самого міста. Вавилон був затьмарений старшими, більшими та могутнішими царствами, такими як Елам, Ассирія, Ісін, Ешнунна та Ларса протягом приблизно століття після його заснування. Однак його батько Сін-мубалліт почав консолідувати владу над невеликою територією південної центральної Месопотамії під правлінням Вавилону і на час свого правління завоював незначні міста-держави Борсіппа, Кіш і Сіппар.
Могутнє царство Ешнунна контролювало верхів'я, а Ларса — дельту річки Тигр. На схід від Месопотамії лежало могутнє царство Елам, яке регулярно вторгалося в невеликі держави південної Месопотамії та обкладало їх даниною. У північній Месопотамії ассирійський цар Шамші-Адад I, який уже успадкував багатовікові ассирійські колонії в Анатолії, розширив свою територію на Левант і центральне Межиріччя, хоча його передчасна смерть дещо роздробить його імперію.

### Правління та завоювання

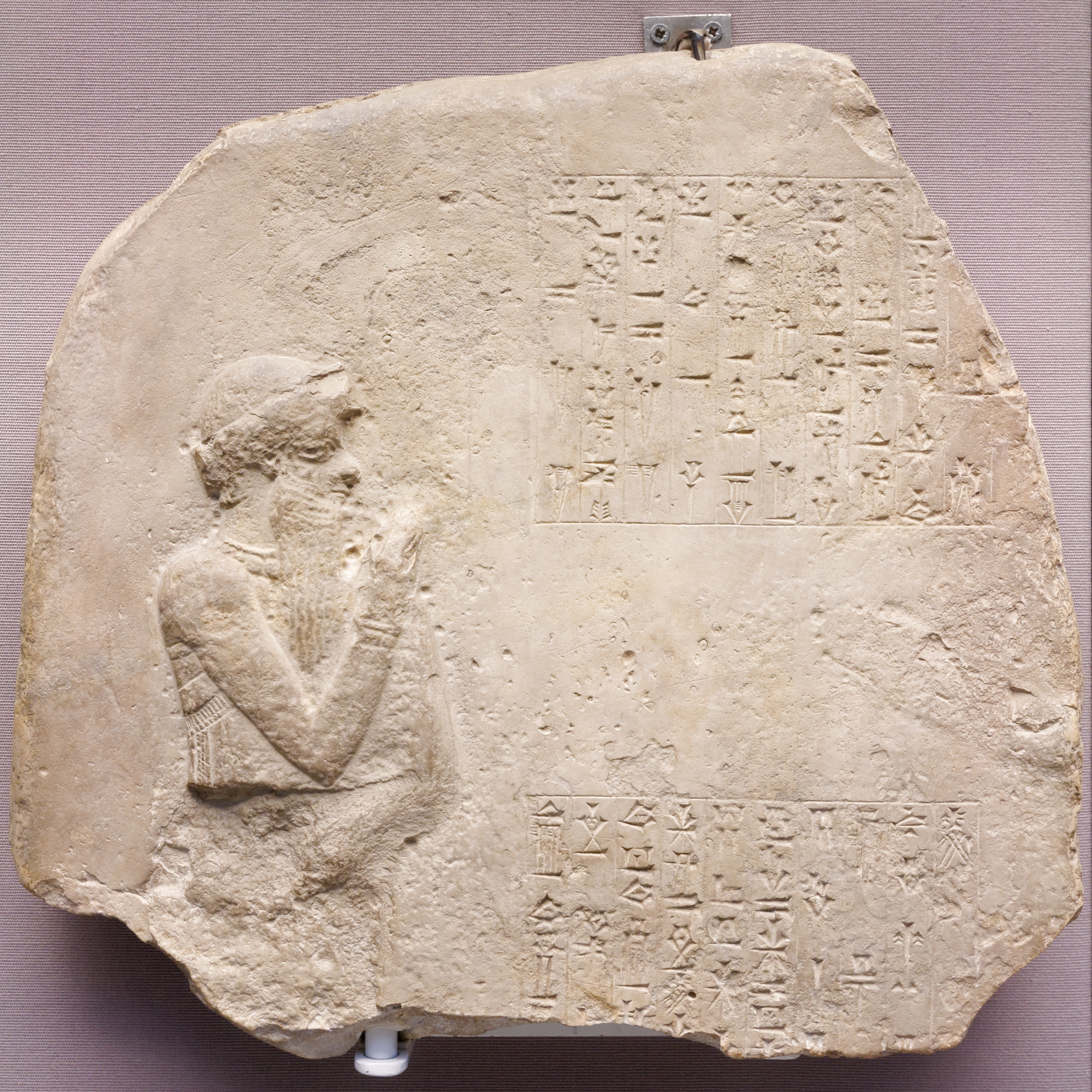
Вапняковий вотивний пам'ятник із Сіппара, Ірак, датований прибл. 1792-1750 рр. до н. е. на якому зображено царя Хаммурапі, який піднімає праву руку для поклоніння, зараз зберігається в Британському музеї

Перші кілька років правління Хаммурапі були досить мирними. Хаммурапі використовував свою владу, щоб провести серію громадських робіт, включаючи підвищення міських стін для оборонних цілей і розширення храмів. Могутнє царсто Елам, яке пролягало через важливі торгові шляхи через нагір'я Загрос, вторглося на Месопотамську рівнину. Маючи союзників серед рівнинних держав, Елам напав і знищив королівство Ешнунна, зруйнувавши кілька міст і вперше встановивши свою владу над частинами рівнини.
Щоб зміцнити своє становище, Елам намагався розпочати війну між Вавилонським царством Хаммурапі та королівством Ларса. Хаммурапі та царь Ларси уклали союз, коли виявили цю хитрість і змогли розгромити Елам, хоча царство Ларса не зробило великого внеску у військові зусилля. Розгніваний неспроможністю Ларси прийти йому на допомогу, Хаммурапі спрямував зусилля проти цього південного царства, таким чином отримавши контроль над усією нижньою Месопотамською рівниною до прибл. 1763 р. до н. е..
Оскільки під час війни на півдні Хаммурапі допомагали його союзники з півночі, такі як Ямхад і Марі, відсутність солдатів на півночі призвела до заворушень. Продовжуючи свою експансію, Хаммурапі звернув увагу на північ, придушуючи заворушення. Незабаром після цього він знищив Ешнунну. Потім вавилонські війська завоювали решту північних царств, включаючи колишнього союзника Вавилону Марі, хоча можливо, що завоювання Марі було капітуляцією без будь-якого фактичного конфлікту.
Хаммурапі вступив у тривалу війну з Ішме-Даган I з Ассирії за контроль над Месопотамією, причому обидва царі укладали союзи з незначними державами, щоб отримати перевагу. Зрештою Хаммурапі переміг, витіснивши Ішме-Дагана I безпосередньо перед своєю смертю. Мут-Ашкур, новий цар Ассирії, був змушений платити данину Хаммурапі.
Лише за кілька років Хаммурапі вдалося об'єднати всю Месопотамію під своєю владою. Ассирійське королівство вижило, але було змушене платити данину під час його правління, і з великих міст-держав у регіоні лише Алеппо та Катна на заході Леванту зберегли свою незалежність. Проте одна стела (кам'яний пам'ятник) Хаммурапі була знайдена далеко на північ від Діярбакира, де Хаммурапі називає себе «Царем Аморейців».
Було виявлено величезну кількість табличок з контрактами, датованих періодом правління Хаммурапі та його наступників, а також 55 його власних листів. Ці листи дають уявлення про щоденні виклики правління імперією, від боротьби з повенями та обов'язковими змінами неправильного календаря до догляду за величезними стадами худоби Вавилона. Хаммурапі помер і контроль над імперією перейшов до його сина Самсу-ілуна в прибл. 1750 р. до н. е., під час правління якого Вавилонська імперія почала швидко розпадатися.

## Кодекс законів

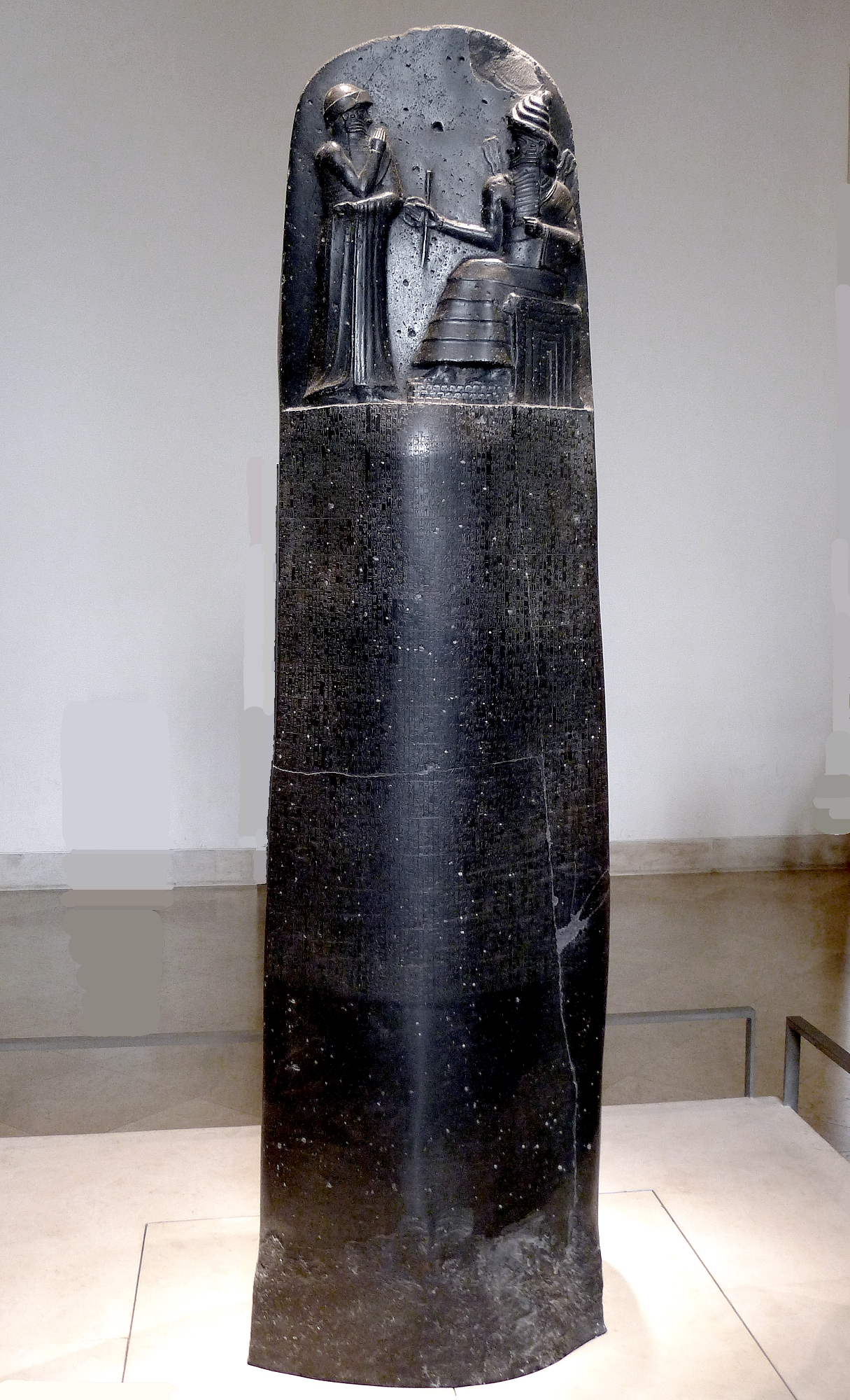
Стела з Законами Хаммурапі. Лувр, Париж

Кодекс Хаммурапі був збіркою 282 законів, які стосувалися широкого кола питань. Це не найдавніший кодекс законів, що зберігся, але він мав більший вплив на світову політику та міжнародні відносини, оскільки замість зосередження на компенсації жертвам злочину, як у ранніх шумерських кодексах законодавства, Кодекс Хаммурапі зосереджувався на фізичному покаранні злочинця. Це також був один із перших кодексів, який встановлював обмеження на те, що постраждалий міг робити у відповідь, і один із найперших прикладів ідеї презумпції невинуватості, яка передбачає, що обвинувачений і обвинувач мають можливість надавати докази. Структура кодексу дуже деталізована, за кожний злочин передбачено певне покарання. Багато правопорушень каралися смертю, каліченням або застосування філософії Lex Talionis («Око за око, зуб за зуб»).
Кодекс Хаммурапі був нанесений на стелу та розміщений у громадському місці, щоб усі могли його бачити, хоча вважається, що мало хто був освічений. Пізніше стела була розграбована еламітами та перевезена до їхньої столиці Сузи; вона була знову відкрита  у 1901 році в Ірані і зараз знаходиться в Луврі в Парижі. Кодекс Хаммурапі містить 282 закони, написані переписувачами на 12 табличках. На відміну від попередніх законів, він був написаний аккадською мовою, повсякденною мовою Вавилону, і тому його могла прочитати будь-яка грамотна людина в місті. У цей час аккадська мова замінила шумерську, і Хаммурапі розпочав мовні реформи, які зробили аккадську мову найпоширенішою мовою того часу. Різьблення у верхній частині стели зображує Хаммурапі, який отримує закони від Шамаша, вавилонського бога правосуддя, а в передмові стверджується, що Хаммурапі був обраний Шамашем, щоб донести закони до людей.
Через репутацію Хаммурапі як законодавця, його зображення можна знайти в законодавчих будівлях по всьому світу. Хаммурапі є одним із 23 законодавців, зображених на мармурових барельєфах у залі палати представників Конгресу США в Капітолії. Фриз Адольфа Вайнмана із зображенням «великих законодавців історії», включаючи Хаммурапі, знаходиться на південній стіні будівлі Верховного суду США.

## Спадщина

### Посмертне вшанування

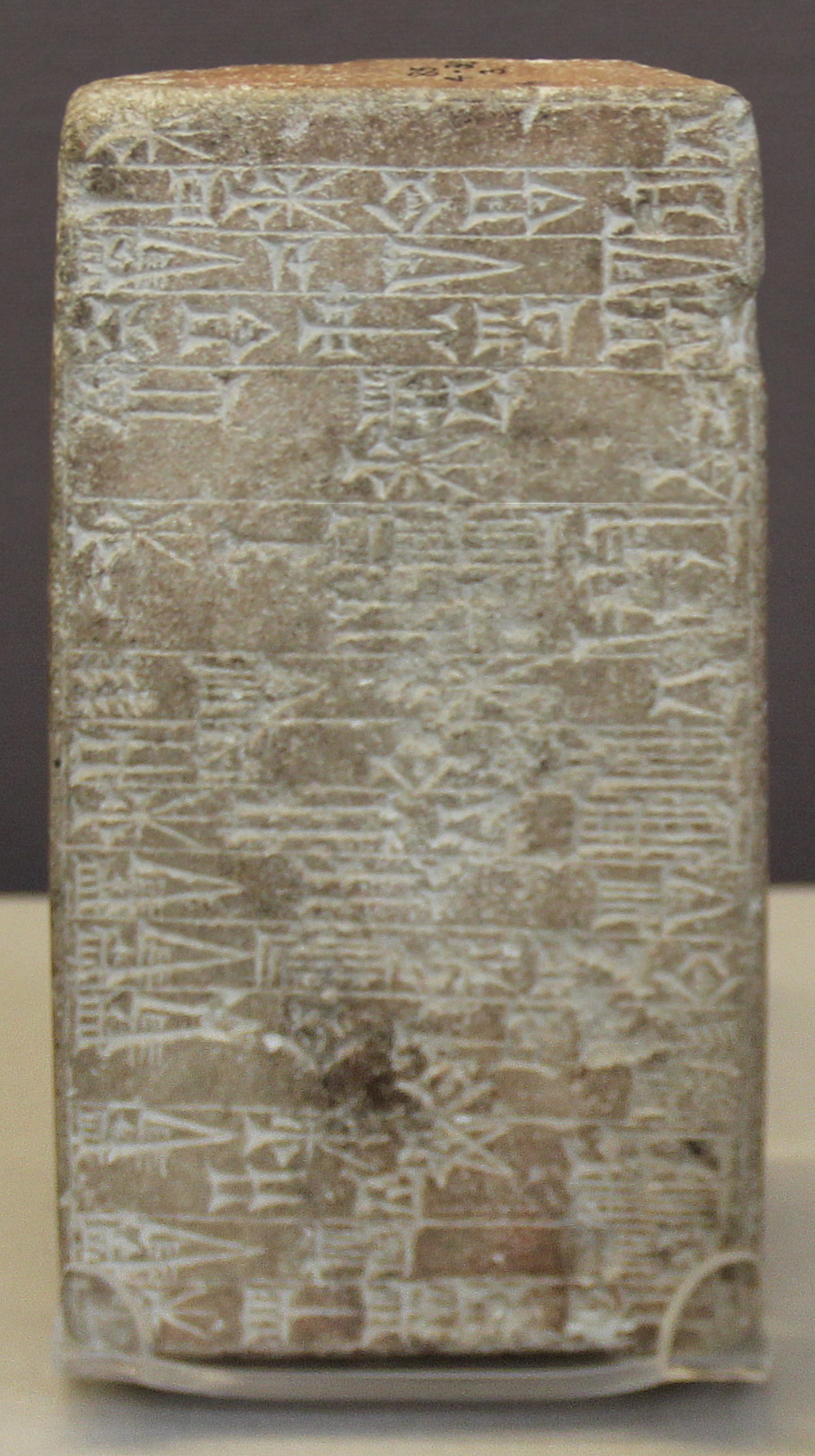
Скрижаль Хаммурапі (4-й рядок згори), царя Вавилона. Британський музей.

Хаммурапі шанували понад усіх інших царів другого тисячоліття до нашої ери і він отримав унікальну честь бути проголошеним богом ще за свого життя. Особисте ім'я «Хаммурапі-ілі», що означає «Хаммурапі — мій бог», стало поширеним під час і після його правління. У писаннях, створених незабаром після його смерті, Хаммурапі вшановують головним чином три досягнення: перемогу у війні, мир і справедливість. Завоювання Хаммурапі почали розглядати як частину священної місії поширення цивілізації серед усіх народів. Стела з Ура прославляє його власними словами як могутнього правителя, який примушує зло підкорятися і змушує всі народи поклонятися Мардуку. На стелі сказано: «Людей Еламу, Гутіуму, Субарту і Тукріша, чиї гори далекі й чиї мови незрозумілі, я віддав у руки [Мардука]. Я сам продовжував виправляти їхні збентежені розуми». Пізніший гімн, також написаний власними словами Хаммурапі, прославляє його як могутню, надприродну силу Мардука:
Я цар, скріпа, що хапає грішників, що робить людей однодумними,

Я великий дракон між царями, що руйнує їхні рішення,

Я сітка, що натягнута на ворога,

Я той страх, що, піднявши люті очі, виносить непокірним смертний вирок,

Я велика сітка, що прикриває злий намір,

Я молодий лев, що розбиває сіті та скіпетри,

Я бойова сітка, що ловить того, хто мене образив.
Після вихваляння військових досягнень Хаммурапі гімн нарешті проголошує: «Я Хаммурапі, цар справедливості». У пізніших вшануваннях роль Хаммурапі як великого законодавця стала наголошуватися над усіма іншими його досягненнями, а його військові досягнення стали применшуватися. Правління Хаммурапі стало точкою відліку всіх подій далекого минулого. Гімн богині Іштар, мова якого свідчить про те, що він був написаний під час правління Аммі-цадука, четвертого наступника Хаммурапі, заявляє: «Цар, який першим почув цю пісню як пісню вашого героїзму — Хаммурапі. Ця пісня для вас була створена за його правління. Нехай буде йому дано вічне життя!» Протягом століть після його смерті закони Хаммурапі продовжували копіюватися книжниками як частина їхніх письмових вправ, і вони навіть були частково перекладені шумерською мовою.

### Політична спадщина

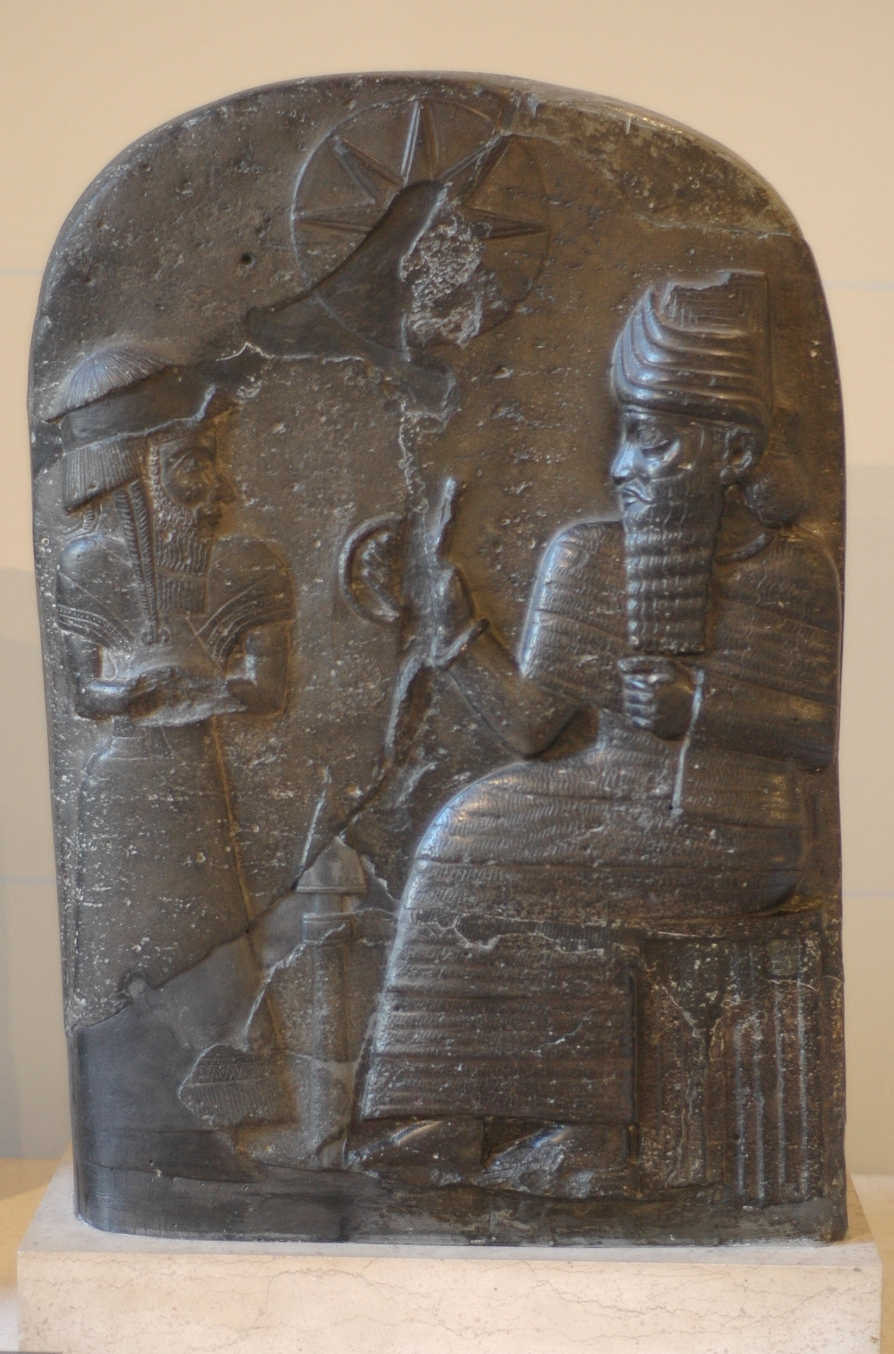
Копія стели Хаммурапі, захоплена Шутрук-Наххунте I. Стела була лише частково стерта і ніколи не була повторно надписана.

Під час правління Хаммурапі Вавилон відібрав славу «найсвятішого міста» в південній Месопотамії у свого попередника Ніппура. Під час правління наступника Хаммурапі, Самсу-ілуна, недовготривала Вавилонська імперія почала розпадатися. У північній Месопотамії і амореї, і вавилоняни були витіснені з Ассирії Пузур-Сіном, місцевим правителем, який розмовляв аккадською мовою, у прибл. 1740 р. до н. е. Приблизно в той самий час носії аккадської мови скинули аморейське вавилонське панування на крайньому півдні Месопотамії, створивши Сілендську династію приблизно у  регіоні стародавнього Шумеру. Неефективні наступники Хаммурапі зазнали подальших поразок і втрати території через дії ассирійських царів, таких як Адасі та Бел-ібні, а також від Сілендської династії на півдні, Еламу на сході та племен Касити з північного сходу. Таким чином Вавилон швидко перетворився на маленьку і незначну державу, якою він був колись після свого заснування.
Пограбування та завоювання Вавилону могутньою Хеттською імперією в 1595 році до нашої ери стало смертельним ударом для аморейської династії Хаммурапі, що завершило всю політичну присутність амореїв у Месопотамії. Однак індоєвропейськомовні хети не залишилися, передавши Вавилон своїм союзникам касситам, народу, який розмовляв ізольованою мовою, з регіону нагір'я Загрос. Ця династія Касситів правила Вавилоном понад 400 років і прийняла багато аспектів вавилонської культури, включаючи кодекс законів Хаммурапі. Однак навіть після падіння Аморейської династії Хаммурапі все ще пам'ятали й шанували. Коли цар Еламу Шутрук-Наххунте I здійснив набіг на Вавилон у 1158 р. до н. е. і вивіз багато кам'яних пам'ятників, він наказав стерти більшість написів на цих пам'ятниках і вирізати на них нові написи. Однак на стелі, що містить закони Хаммурапі, було стерто лише чотири або п'ять колонок, і жодного нового напису ніколи не було додано. Через тисячу років після смерті Хаммурапі царі Суху, регіону вздовж річки Євфрат, на північний захід від Вавилона, визнавали його своїм предком.
Нововавилонський царський напис, призначений для демонстрації на стелі, вшановує королівське надання звільнення від податків дев’яти вавилонським містам і представляє царського головного героя як другого Хаммурапі.

### Зв'язок із біблійними персонажами та Мойсеєвим законом
Наприкінці дев'ятнадцятого століття Кодекс Хаммурапі став головним центром дебатів у гарячій полеміці «Вавилон і Біблія» («нім. Babel und Bibel») у Німеччині щодо зв'язку між Біблією та давніми вавилонськими текстами. У січні 1902 року німецький ассиріолог Фрідріх Деліч прочитав лекцію в Берлінській академії співу перед кайзером і його дружиною, в якій він стверджував, що Мойсеєві Закони Старого Завіту були безпосередньо скопійовані з Кодексу Хаммурапі. Лекція Деліча була настільки суперечливою, що до вересня 1903, він отримав 1350 коротких статей з газет і журналів, понад 300 великих статей і двадцять вісім брошур у відповідь на свою лекцію, а також на попередню лекцію, що стосується історії потопу в епосі про Гільгамеша. Більшість статей були надзвичайно критичними щодо Деліча, хоча деякі статті підтримували його. Кайзер дистанціювався від Деліча та його радикальних поглядів, і восени 1904 року Деліч був змушений прочитати свою третю лекцію в Кельні та Франкфурті-на-Майні, а не в Берліні. Передбачуваний зв'язок між Мойсеєвим законом і Кодексом Хаммурапі пізніше став основною частиною дискусії Деліча в його книзі Die große Täuschung (Великий обман) 1920–1921 років про те, що єврейська Біблія була непоправно забруднена вавилонським впливом і що лише усуненням записаного людьми Старого Заповіту християни могли нарешті повірити в істинне, арійське послання Нового Заповіту. На початку двадцятого століття багато вчених вважали, що Хаммурапі був Амрафелом, царем Сеннаару в Книзі Буття 14:1. Ця точка зору зараз значною мірою відкидається, і існування Амрафела не засвідчено в жодних писаннях поза Біблією.
Паралелі між цією розповіддю та наданням Ягве Кодексу договору Мойсею  на вершині гори Синай у біблійній Книзі Виходу та подібності між двома правовими кодексами свідчать про спільного предка в семітському походженні їх обох. Тим не менш, були знайдені фрагменти попередніх законів і малоймовірно, що закони Мойсея були безпосередньо натхнені Кодексом Хаммурапі. Деякі вчені заперечують це; Девід П. Райт стверджує, що Єврейський кодекс договору «безпосередньо, головним чином і повністю» базується на законах Хаммурапі. У 2010 році група археологів з Єврейського університету виявила в Хацорі, Ізраїль, клинописну табличку, датовану вісімнадцятим або сімнадцятим століттям до нашої ери, яка містить закони, безсумнівно похідні від кодексу Хаммурапі.

### Пояснювальні примітки
1. ↑  від аморейського ʻAmmurāpi («родич – цілитель»), в свою чергу від ʻAmmu («родич по батьківській лінії») і Rāpi («цілитель»). Класик Алан Міллард[en] наполягає на тому, що Hammurapi є більш правильним написанням[2].
2. ↑  йому передували Кодекс Ур-Намму[en], Закони Ешнунни та Кодекс Ліпіт-Іштар[26].
3. ↑  Бартон, колишній професор семітських мов в Університеті Пенсільванії, заявив, що хоча між двома текстами є схожість, вивчення обох законів у повному обсязі «переконує студента, що закони Старого Завіту жодним чином  не пов'язані з вавилонськими законами». Він стверджує, що «така схожість» виникла через «подібність минулого і загального інтелектуального світогляду» між двома культурами, але що «разючі відмінності показують, що прямого запозичення не було»[58]